# 熊皦
熊皎（?—?），又名熊皦。九华山（今安徽青阳县）人。
唐清泰二年（935年）進士。延州（今陝西延安）節度使劉景巖聘其為从事。晋天福中葉，熊皦懼怕劉景巖有異心，以利誘之，说服景岩入朝，以功擢拔為補闕。景巖發現被騙，又誣奏其“隱己玉帶”，熊皎被罷黜为商州上津（今湖北郧西县西北）縣令。熊皎害怕景巖報復，逃匿至山中。餘事不詳。工於詩，有《早梅》詩云：“一夜開欲盡，百花猶不知”。有《屠龍集》五卷、《南金集》二卷，皆佚。